# Anthony Villanueva
Anthony Villanueva (18 marzo 1945 – Cabuyao, 13 maggio 2014) è stato un pugile filippino.
Anche il padre José Villanueva è stato un pugile, medagliato alle Olimpiadi del 1932 svoltesi a Los Angeles.

## Palmarès

### Olimpiadi
- 1 medaglia:
  - 1 argento (Tokyo 1964 nei pesi piuma)